# Henriettea fissanthera
Henriettea fissanthera là một loài thực vật có hoa trong họ Mua. Loài này được (Gleason) Almeda mô tả khoa học đầu tiên.